# Phare de Westhoofd
Le phare de Westhoofd ou phare d'Ouddorp est un phare actif situé à Ouddorp (commune de Goeree-Overflakkee), province de Hollande-Méridionale aux Pays-Bas.
Il est géré par le Rijkswaterstaat , l'organisation nationale de l'eau des Pays-Bas.
Il est classé monument national en 2010 par l'Agence du patrimoine culturel des Pays-Bas .

## Histoire
Un premier phare, une tour en fonte, a été mis en 1862 sur l'île de Goeree. En 1911, le phare fut remplacé par une tour en béton armé. Il fut détruit le 5 mai 1945 par l'armée allemande. L’optique avait été auparavant sécurisée et il est actuellement utilisé au phare de Bornrif.
Le phare actuel, mis en service en 1950, utilise toujours sa lentille de Fresnel d'origine.

## Description
Ce phare est une tour carrée en brique surmontée d'une haute lanterne sur une tourelle octogonale avec une double galerie de 52 m de haut. La tour est non peinte et la lanterne est blanche. Il émet, à une hauteur focale de 56 m, trois brefs éclats blancs de 0,2 seconde par période de 15 secondes. Sa portée est de 30 milles nautiques (environ 55 km). Il est doté d'un Système d'identification automatique.
Identifiant : ARLHS : NET-074 ; NL-0692 -Amirauté : B0518 - NGA : 114-9600.

## Caractéristique dufeu maritime
Fréquence : 15 secondes (W-W-W)
- Lumière : 0,2 secondes
- Obscurité : 2,8 secondes
- Lumière : 0,2 secondes
- Obscurité : 2,8 secondes
- Lumière : 0,2 seconde
- Obscurité : 8,8 secondes

|             |
| La lanterne |

|          |
| Le phare |

### Lien connexe
- Liste des phares des Pays-Bas